# Hannara
Hannara – rodzaj motyli z rodziny Lecithoceridae i podrodziny Crocanthinae. Występuje endemicznie w Papui-Nowej Gwinei. Obejmuje dwa opisane gatunki.

## Morfologia
Motyle o rozpiętości skrzydeł od 21 do 24 mm. Głowa zaopatrzona jest w długie czułki, mające na krawędziach przednich łuski krótkie lub przylegające, a na krawędziach tylnych łuski długie. Cecha ta jest przykładem znacznej specjalizacji i wyróżnia ten rodzaj od pokrewnych Crocanthes, Lamprista i Pacificulla. Głaszczki wargowe mają umiarkowanie zgrubiały człon drugi i zwykle dłuższy od niego, bardzo wąski człon trzeci. Wierzch głowy i tułowia porastają łuski ciemnobrązowe, czasem z odcieniem fioletowawym. Skrzydło przednie ma tło tej samej barwy, w rejonie nasadowym z rozproszonymi łuskami fioletowozielonymi, pośrodku zaś z zaokrągloną plamą barwy pomarańczowej. Skrzydło tylne ma również tło tej samej barwy, a pośrodku szeroką przepaskę pomarańczowego koloru. Odnóża tylnej pary cechują się obecnością szorstkich łusek na grzbietowej stronie goleni. 
Wierzch odwłoka jest ciemnobrązowy z pomarańczowymi segmentami od trzeciego do szóstego; na tergitach tych segmentów występować mogą ciemnobrązowe przepaski środkowe. Na tergitach występują pólka kolców, położone głównie w ich tylnych częściach. Samiec ma genitalia o smukłym unkusie z rozszerzoną podstawą, dość wąskim tegmenie z zaokrąglonym przednim brzegiem, gęsto oszczecinionym tyłem kukulusa na walwie, szerokim sakulusem, wydłużonej jukście i grubym edeagusie z delikatnymi cierniami w części szczytowej. Odwłok samicy odznacza się ósmym sternitem z tylnym brzegiem wykrojonym U-kształtnie na głębokość przekraczającą połowę jego długości. Torebka kopulacyjna ma duży, jajowaty do gruszkowatego korpus z małym znamieniem o nierównej powierzchni, błoniasty przedsionek (antrum) o lejkowatym lub rurkowatym kształcie oraz U-kształtnie wykrojone wejście (ostium).

## Taksonomia
Rodzaj ten wprowadzony został w 2013 roku przez Park Kyuteka na łamach Florida Entomologist w publikacji współautorstwa Lee Sangmi. Gatunkiem typowym wyznaczono H. buloloensis. Nazwa rodzajowa pochodzi z języka koreańskiego, w którym oznacza „wspaniały kraj”.
Rodzaj obejmuje dwa opisane gatunki:
- Hannara buloloensis Park, 2013
- Hannara gentis Park, 2013

W chwili opisu autorzy nie zaliczali rodzaju do żadnej z wyodrębnianych wówczas podrodzin, zwracając jedynie uwagę na jego bliskie pokrewieństwo z rodzajem Crocanthes, a więc także z Lamprista i Pacificulla. W 2015 roku Park wyróżnił dla tych rodzajów nową podrodzinę Crocanthinae.